# Dioda stałoprądowa

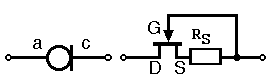
Symbol oraz schemat zastępczy diody stałoprądowej

Dioda stałoprądowa – dioda półprzewodnikowa, składająca się z tranzystora JFET, w którym źródło i bramka są ze sobą połączone. Działa ona jako ogranicznik prądu lub źródło prądowe, analogicznie do diody Zenera, która jest elementem ograniczającym napięcie.
Diody stałoprądowe są też w skrócie nazywane CRD (ang. current-regulating diode) lub CLD  (ang. current-limiting diode).